# Parc national de Jostedalsbreen
Le parc national de Jostedalsbreen est un parc national créé en 1991 en Norvège. Le parc a été créé par arrêté royal le 25 octobre 1991, puis il a été agrandi en 1998 au nord-ouest. Le parc couvre maintenant 1 310 kilomètres carrés, les glaciers couvrant environ 800 kilomètres carrés. 
Il englobe en totalité le Jostedalsbreen, le plus grand glacier d'Europe continentale avec ses 487 km².

## Description
Le plus haut sommet du parc est le mont Lodalskåpa avec 2 083 mètres. Le point culminant du glacier, Brenibba, se trouve à 2 018 mètres au-dessus du niveau de la mer tandis que son point le plus bas est à 350 mètres. Le glacier a rétréci ces dernières années, et on a retrouvé des ruines de fermes qui avaient été dépassées par le glacier en 1750. 

## Galerie

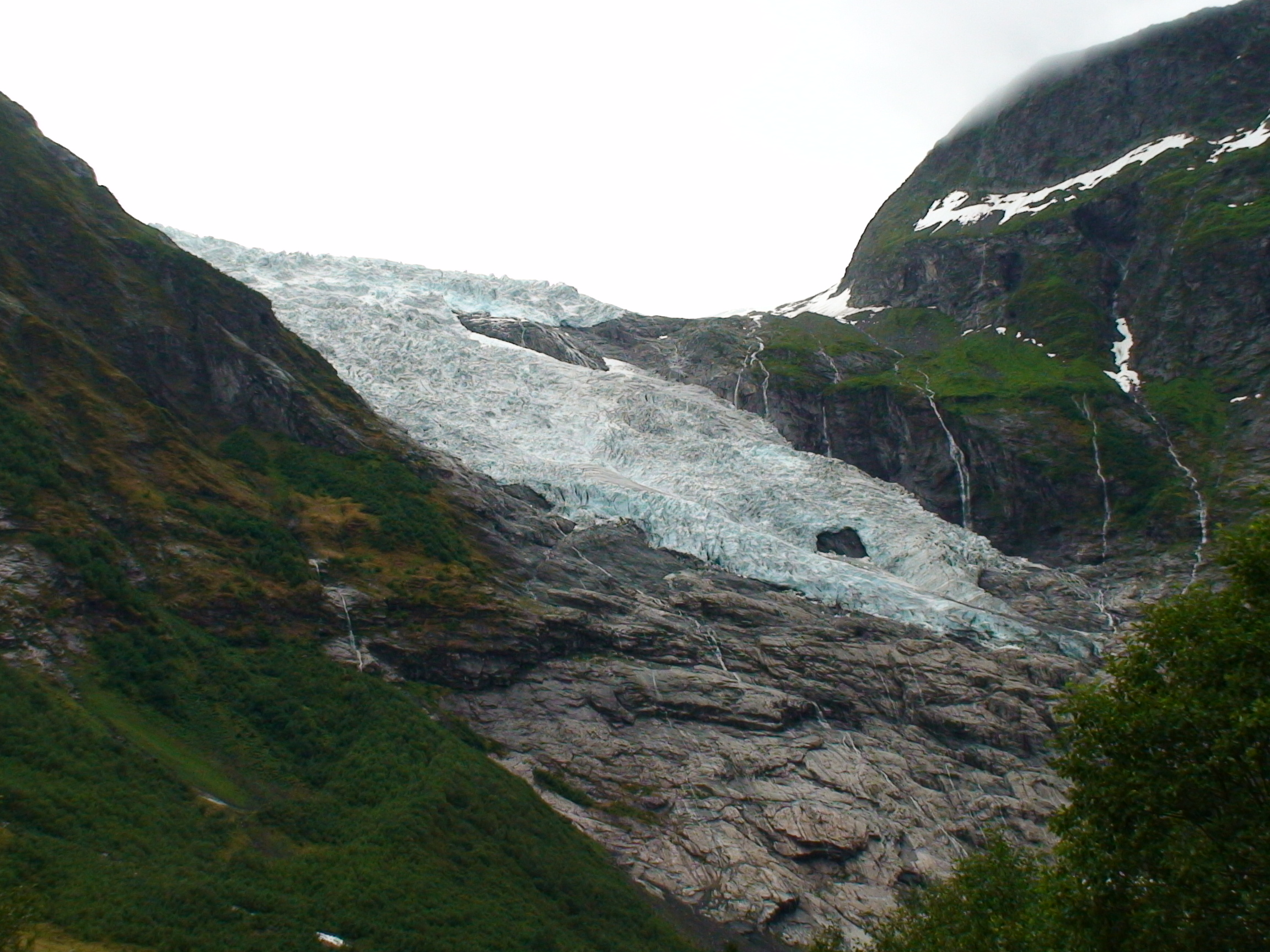
Le glacier.
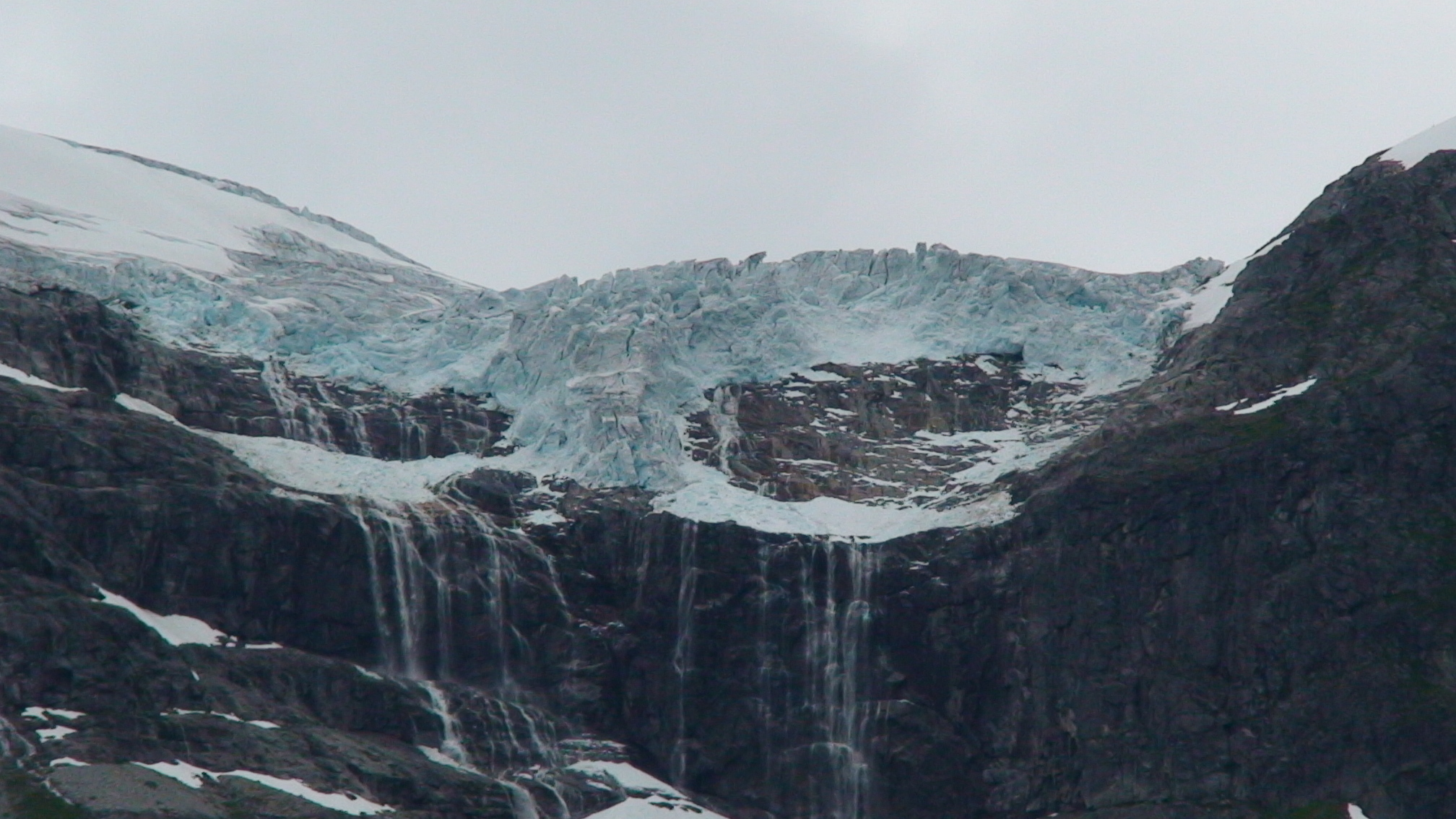
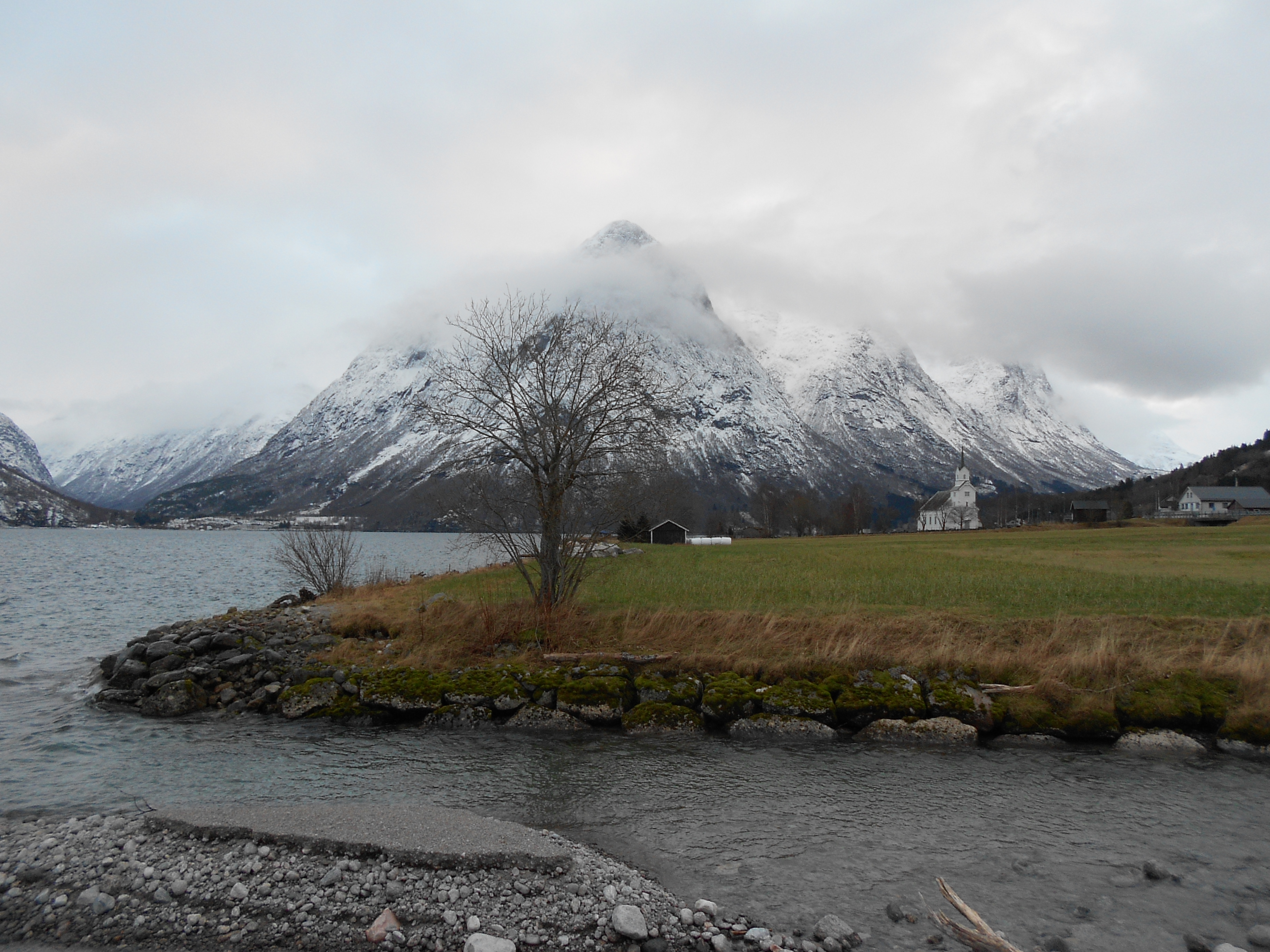
Paysage du parc.
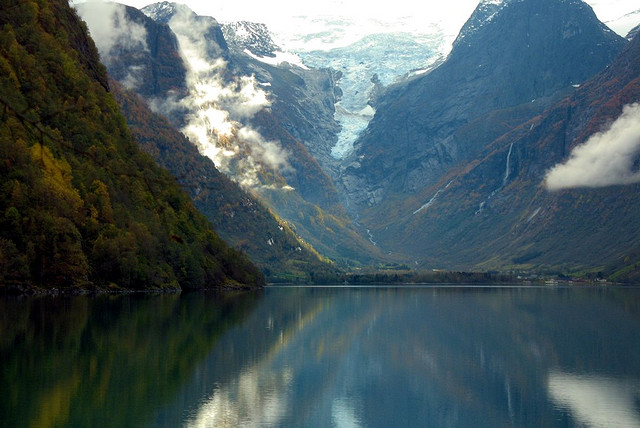
Vallée glaciaire.
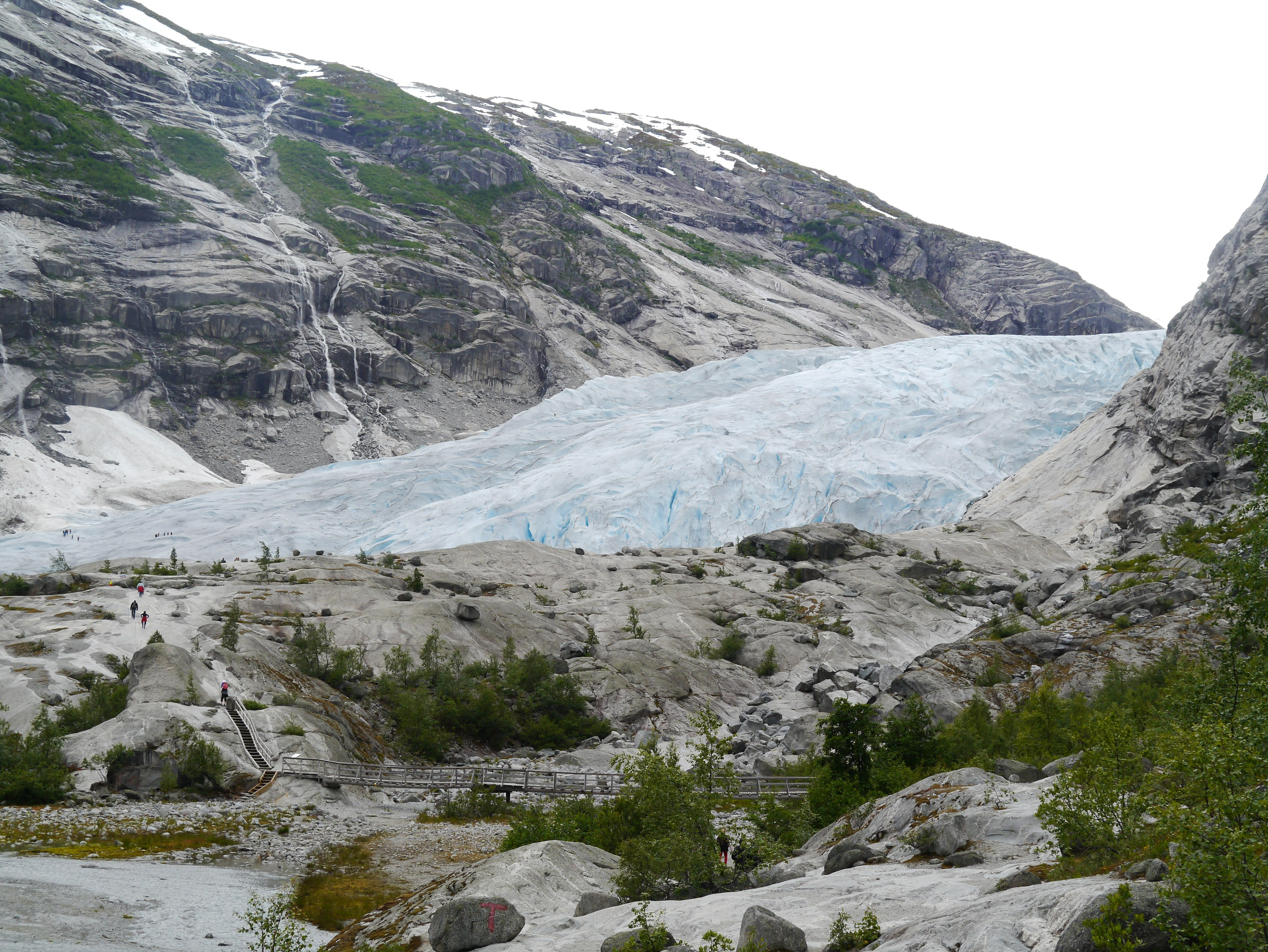
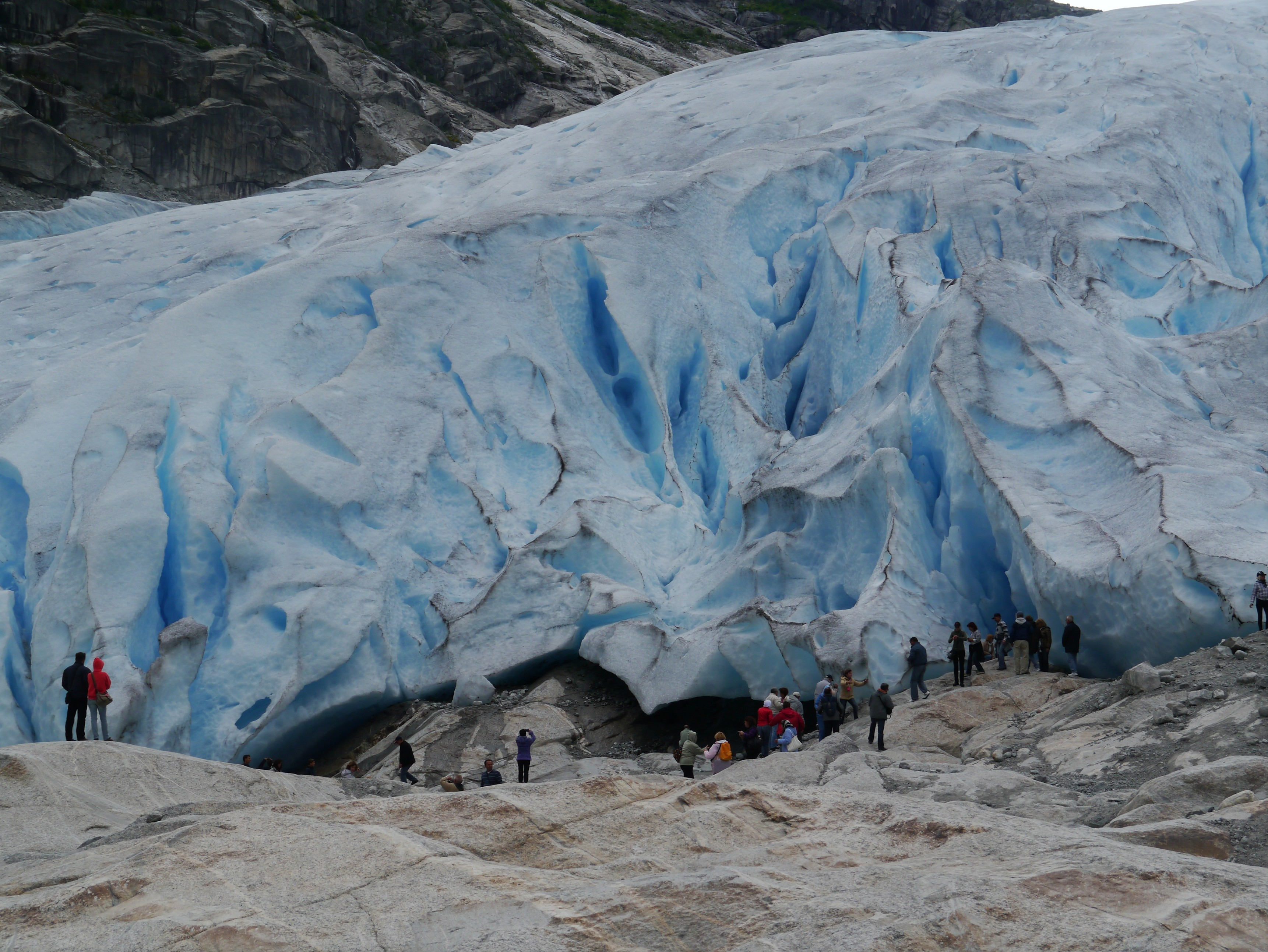
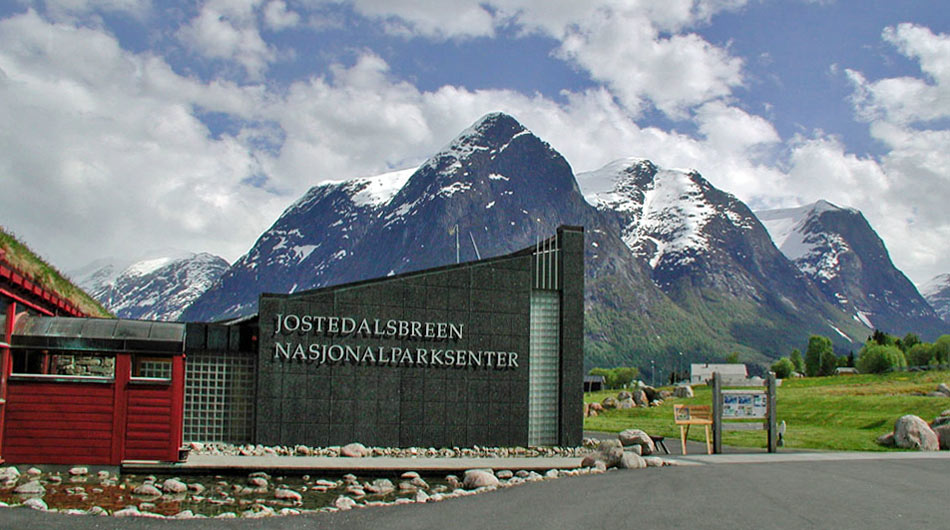
Entrée du parc.
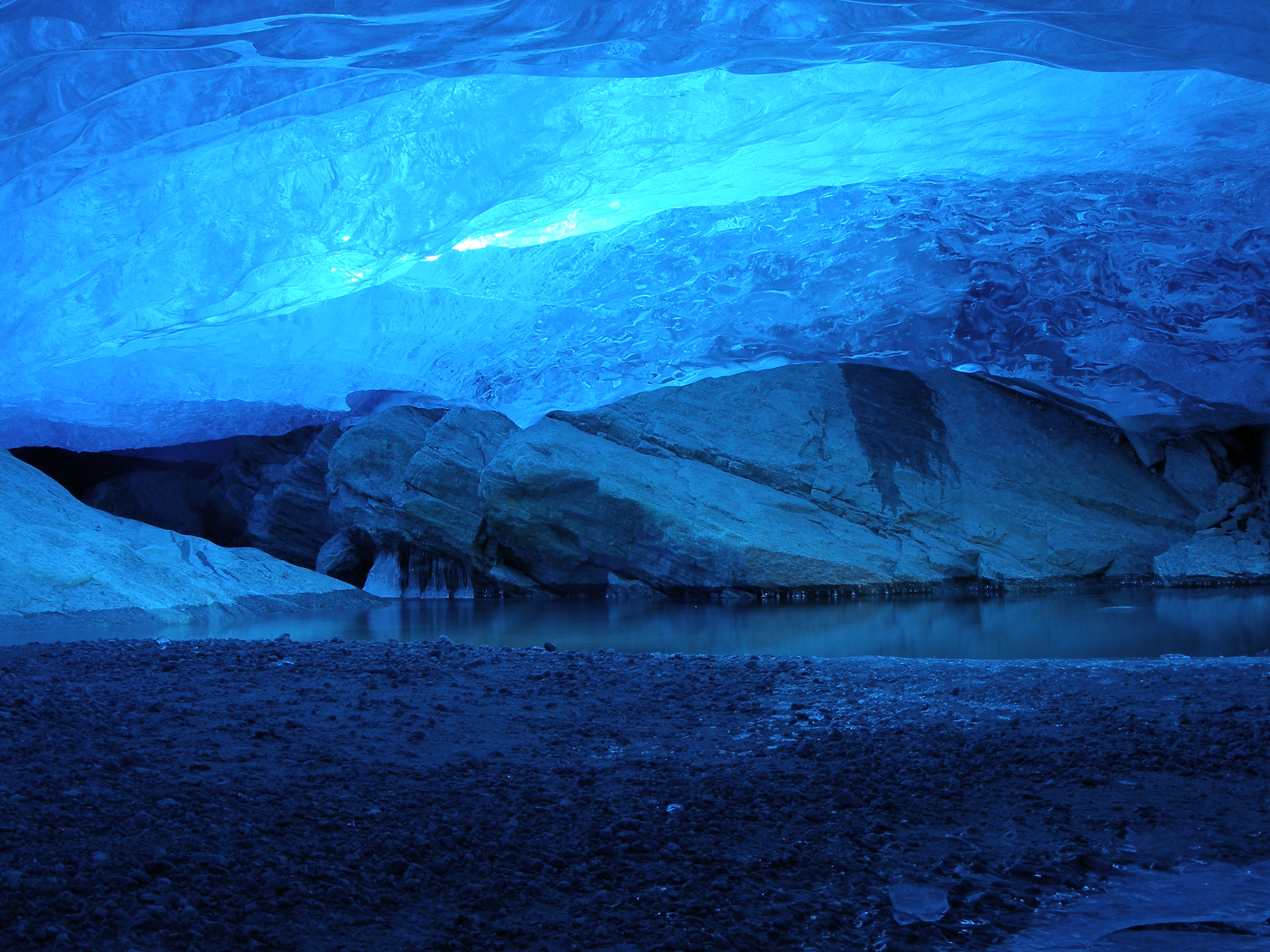
Lac glaciaire.
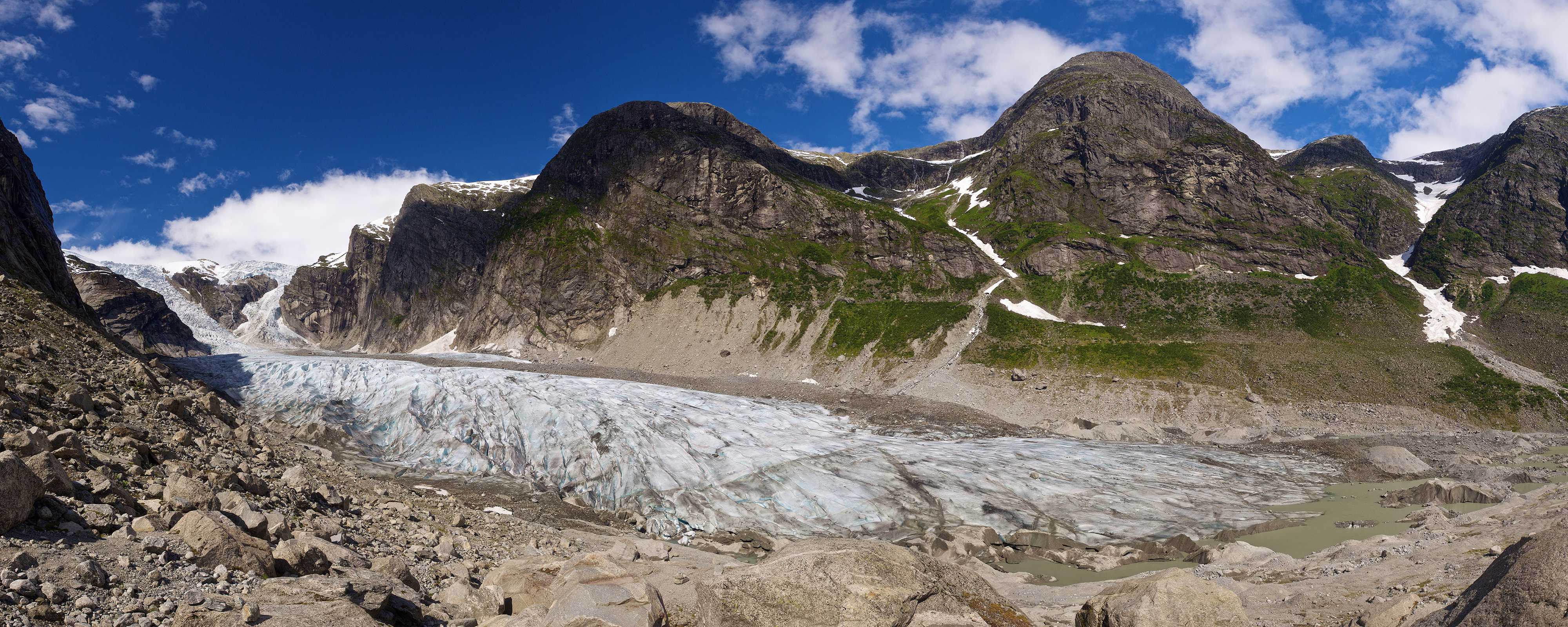
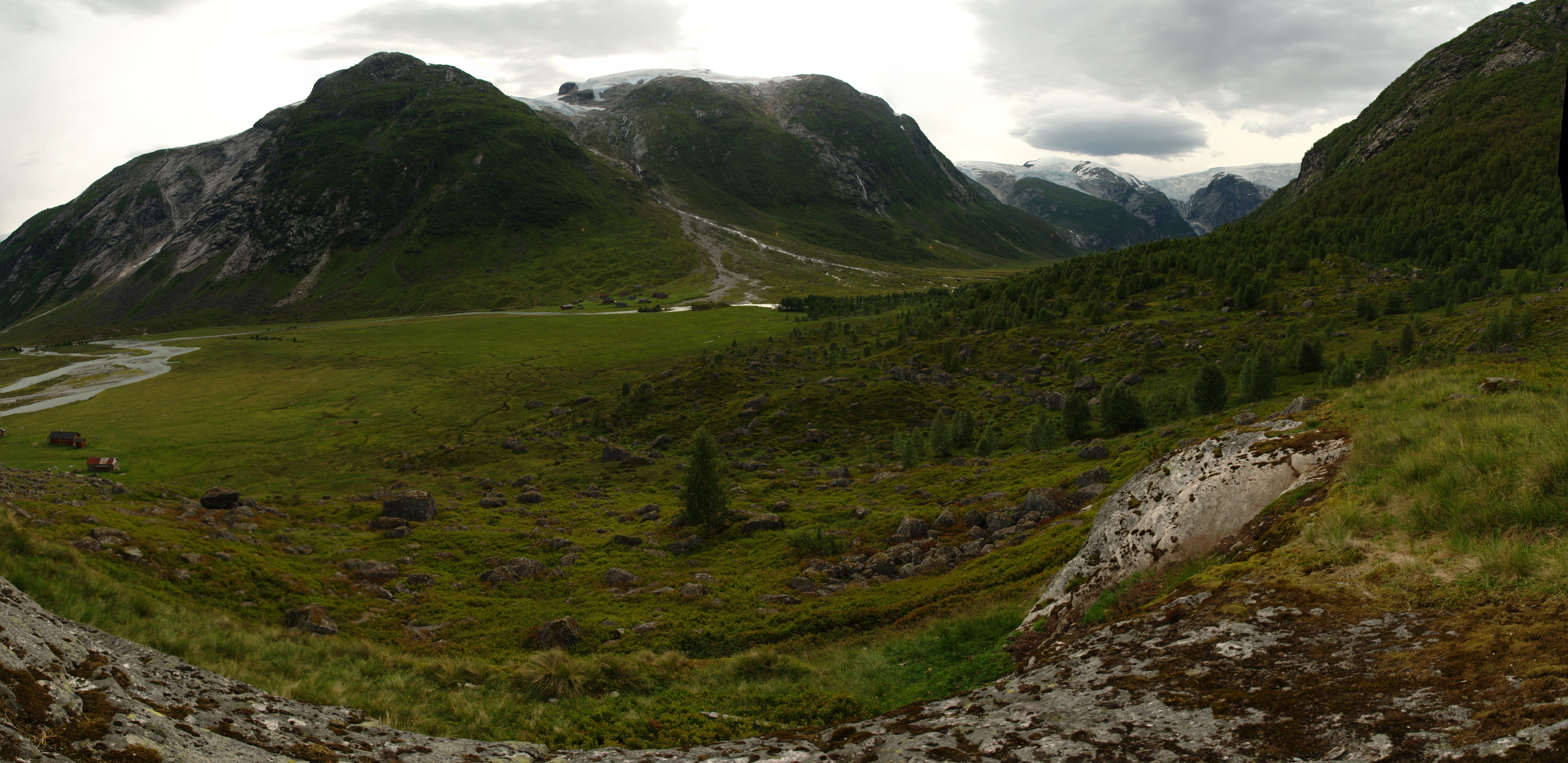
Panorama sur Langedalen.
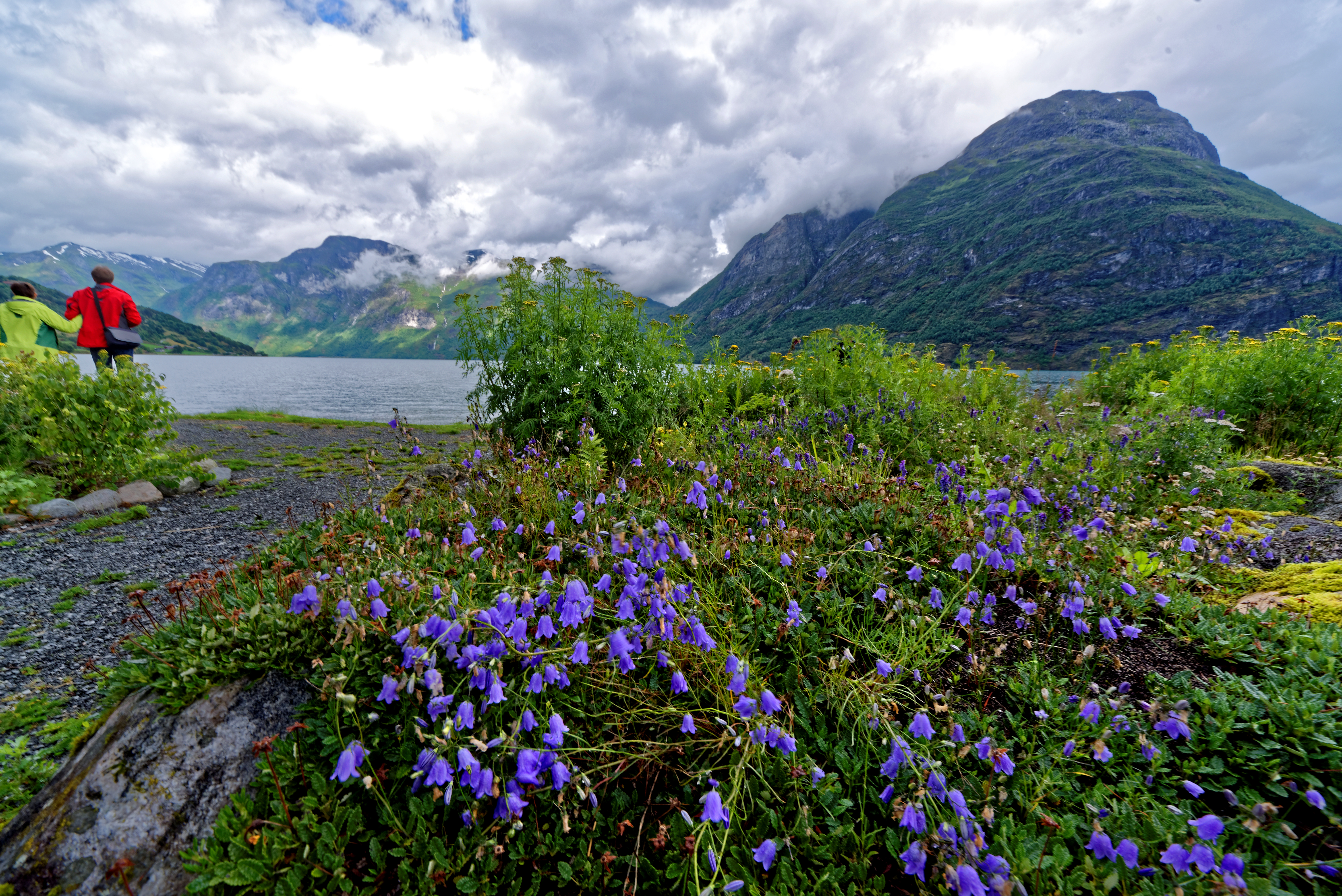
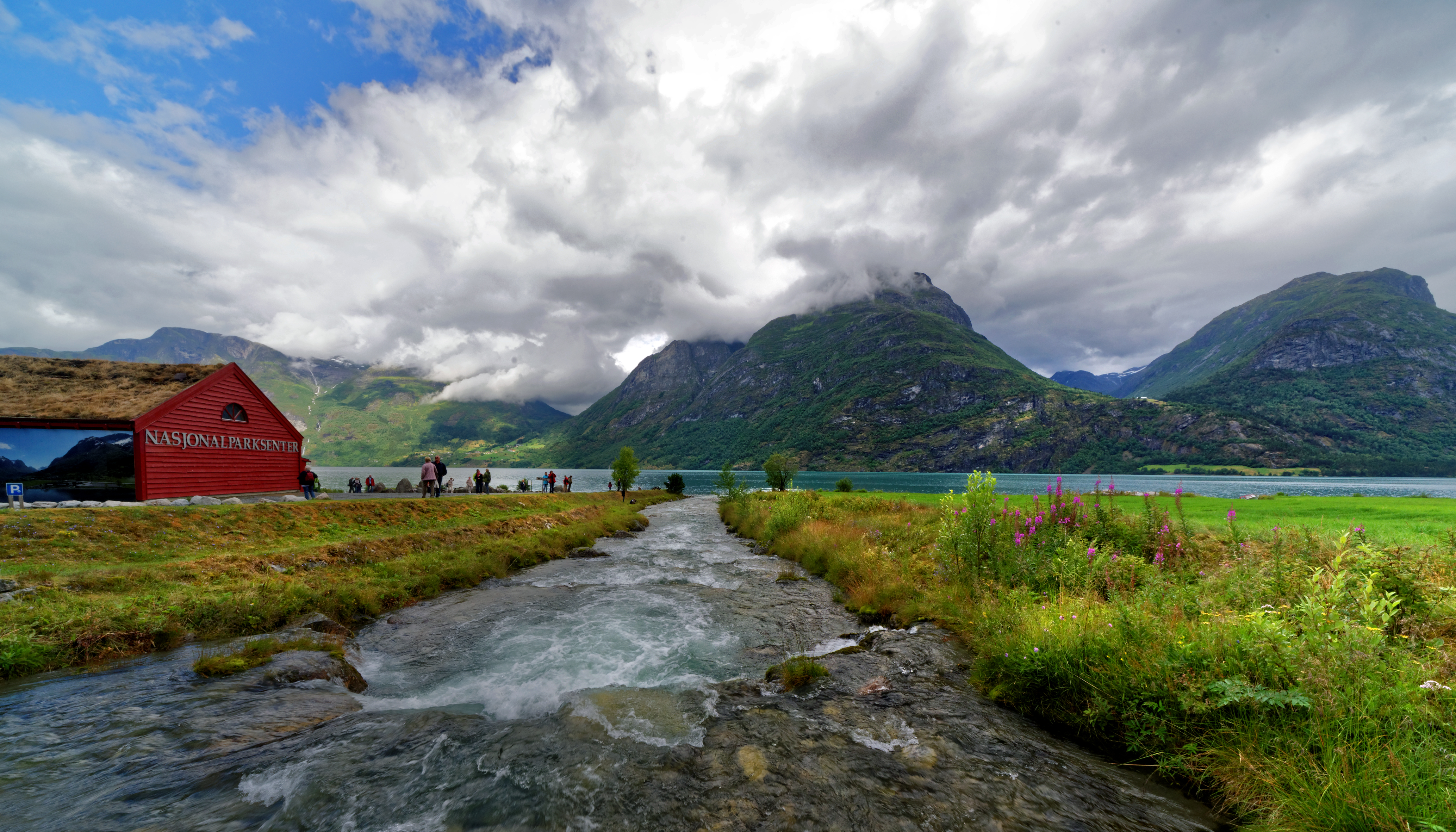
Accueil et entrée.